# Marlene Mathews
Marlene Judith Mathews-Willard, avstralska atletinja, * 14. julij 1934, Sydney, Avstralija.
Nastopila je na olimpijskih igrah v letih 1956 in 1960, leta 1956 je osvojila bronasti medalji v teku na 100 m in teku na 200 m, leta 1960 se je v teku na 100 m uvrstila v polfinale. Na igrah skupnosti narodov je osvojila zlati medalji v teku na 100 in 220 jardov ter srebrno medaljo v štafeti 4x110 jardov.